# Matteo Santoro
Matteo Santoro (Roma, 9 ottobre 2006) è un tuffatore italiano.

## Biografia
Ha frequentato il Liceo Scientifico Sportivo all’Acquacetosa di Roma. Dal luglio 2024 intrattiene una relazione sentimentale con il tuffatore spagnolo Max Liñan, resa pubblica sui social network.

### Carriera
Ha iniziato a praticare i tuffi sin da bambino ed è cresciuto agonisticamente nella M.R. Sport dei Fratelli Marconi. E' allenato da sempre da Alice Palmieri.
All'età di quattordici anni, ai campionati europei di nuoto di Budapest 2020, disputati nel maggio 2021 alla Duna Aréna, ha vinto la medaglia d'oro nel trampolino 3 m sincro misto, in coppia con Chiara Pellacani. È divenuto il più giovane atleta a vincere una medaglia europea nei tuffi, superando in questo primato la stessa Pellacani.
La stessa coppia si è classificata seconda nella stessa specialità durante i campionati mondiali di nuoto del 2022 e del 2024 e terza ai campionati europei di nuoto del 2022 ed ai mondiali del 2023.
Agli europei di Belgrado 2024 vince le sue prime medaglie internazionali a livello individuale con la nazionale senior, classificandosi secondo nel trampolino 1 m e nel trampolino 3 m.
L'anno successivo, agli europei di tuffi di Adalia 2025, conclude secondo nel sincro 3 m misto con Chiara Pellacani e terzo nella gara a squadre. Ai mondiali di Singapore dello stesso anno, invece, conquista il suo primo oro iridato, sempre in coppia con Pellacani, nel sincro 3 m misto.

## Palmarès
| Anno | Manifestazione             | Sede      | Evento          | Risultato | Prestazione | Note |
| ---- | -------------------------- | --------- | --------------- | --------- | ----------- | ---- |
| 2021 | Europei                    | Budapest  | Sincro 3m misto | Oro       | 300,69 p.   |      |
| 2022 | Mondiali                   | Budapest  | Sincro 3m misto | Argento   | 293,55 p.   |      |
| 2022 | Europei                    | Roma      | Sincro 3m misto | Bronzo    | 283,56 p.   |      |
| 2022 | Europei giovanili di nuoto | Otopeni   | Trampolino 1m   | Oro       | 418,15 p.   |      |
| 2022 | Europei giovanili di nuoto | Otopeni   | Sincro 3m       | Oro       | 284,49 p.   |      |
| 2022 | Europei giovanili di nuoto | Otopeni   | Jump event      | Oro       | 300,85 p.   |      |
| 2022 | Europei giovanili di nuoto | Otopeni   | Trampolino 3m   | Oro       | 585,60 p.   |      |
| 2023 | Giochi europei             | Rzeszów   | Sincro 3m misto | Oro       | 291,39 p.   |      |
| 2023 | Mondiali                   | Fukuoka   | Sincro 3m misto | Bronzo    | 294,12 p.   |      |
| 2023 | Europei giovanili di tuffi | Fiume     | Trampolino 1m   | Bronzo    | 487,10 p.   |      |
| 2023 | Europei giovanili di tuffi | Fiume     | Sincro 3m       | Argento   | 299,34 p.   |      |
| 2023 | Europei giovanili di tuffi | Fiume     | Trampolino 3m   | Oro       | 588,55 p.   |      |
| 2024 | Mondiali                   | Doha      | Sincro 3m misto | Argento   | 287,49 p.   |      |
| 2024 | Europei                    | Belgrado  | Trampolino 1m   | Argento   | 391,70 p.   |      |
| 2024 | Europei                    | Belgrado  | Trampolino 3m   | Argento   | 431,75 p.   |      |
| 2024 | Europei giovanili di tuffi | Rzeszów   | Trampolino 1m   | Oro       | 530,25 p.   |      |
| 2024 | Europei giovanili di tuffi | Rzeszów   | Sincro 3m       | Oro       | 320,43 p.   |      |
| 2024 | Europei giovanili di tuffi | Rzeszów   | Trampolino 3m   | Oro       | 585,55 p.   |      |
| 2025 | Europei                    | Adalia    | Sincro 3m misto | Argento   | 289,71 p.   |      |
| 2025 | Europei                    | Adalia    | Squadra mista   | Bronzo    | 360,40 p.   |      |
| 2025 | Mondiali                   | Singapore | Sincro 3m misto | Oro       | 308,13 p.   |      |